# Abdullah Kassim Hanga
Abdullah Kassim Hanga (1932-1969) est le premier ministre de Zanzibar du 12 janvier 1964 au 27 avril 1964. Il est le père de l'auteure Yelena Khanga.